# Glypta rufiscutellaris
Glypta rufiscutellaris là một loài tò vò trong họ Ichneumonidae.